# Ewangeliarz z Lindisfarne

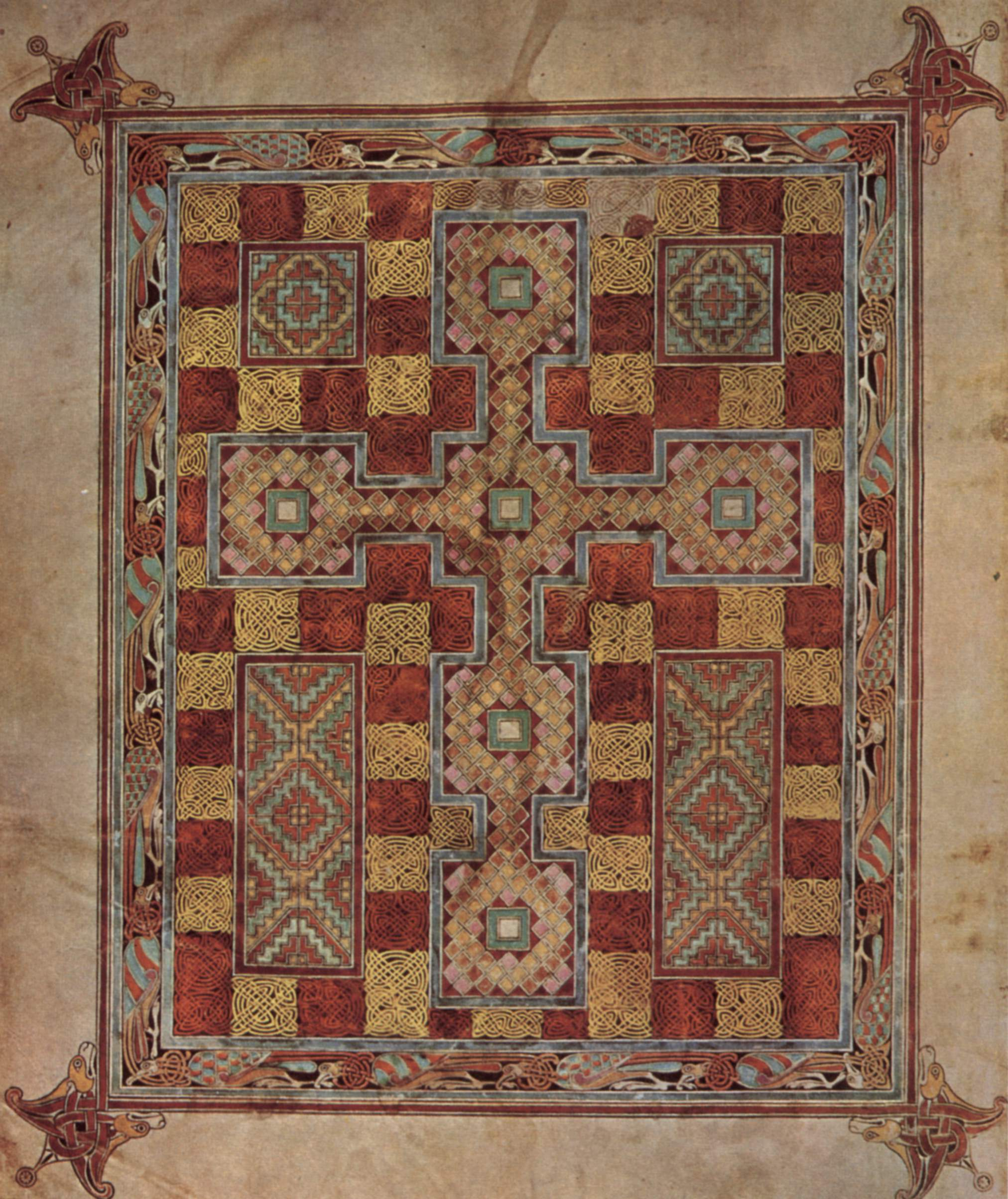
Jedna z „kart dywanowych”

Ewangeliarz z Lindisfarne (łac. Codex Lindisfarnensis) – iluminowany manuskrypt powstały na początku VIII wieku w klasztorze Lindisfarne, zawierający łaciński tekst czterech Ewangelii. Reprezentuje jedną z najlepszych edycji tekstu Wulgaty, bliską Kodeksowi Amiatyńskiemu. W wydaniach krytycznych oznaczany jest symbolem Y.
Księga składa się z 259 pergaminowych kart formatu 340×235 mm. Oryginalna oprawa nie zachowała się i w latach 1852–1853 wykonano nową, z drewna dębowego obłożonego czerwonym aksamitem i pokrytą srebrem oraz szlachetnymi kamieniami. Uważany za jeden z najpiękniejszych przykładów insularnej sztuki iluminatorskiej manuskrypt zawiera m.in. ozdobne inicjały, ornamenty zwierzęce i portrety czterech ewangelistów. Każda z czterech Ewangelii poprzedzona jest ozdobną kartą nazywaną „dywanową”, przedstawiającą ornament geometryczny oparty na położonym centralnie krzyżu. Zgodnie z treścią dodanego w X wieku przez mnicha Aldreda kolofonu księga została sporządzona przez Eadfritha, opata w Lindisfarne w latach 698-721, na cześć św. Kutberta. Aldred dodał także do łacińskiego tekstu jego interlinearny przekład na język staroangielski.
Manuskrypt przebywał na Lindisfarne do 875 roku, kiedy to mnisi opuścili klasztor w związku z najazdem duńskim. W 995 roku trafił do katedry w Durham. Po sekularyzacji dóbr kościelnych przez Henryka VIII w 1539 roku dostał się w prywatne ręce. Na początku XVII wieku stanowił część zbiorów antykwariusza Roberta Cottona (1571-1631). Od 1753 roku księga stanowi własność British Library.

## Galeria

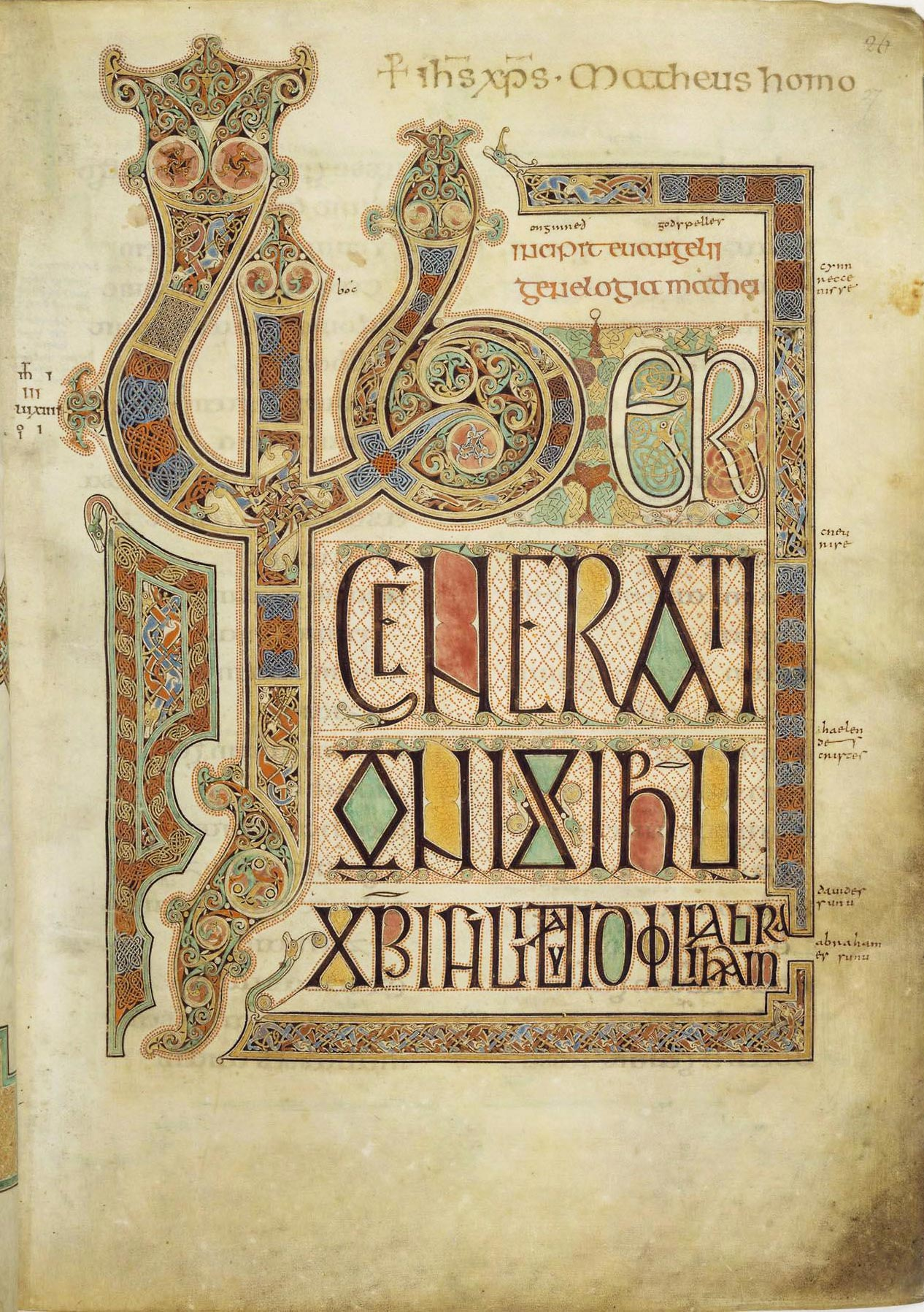
Ozdobny inicjał
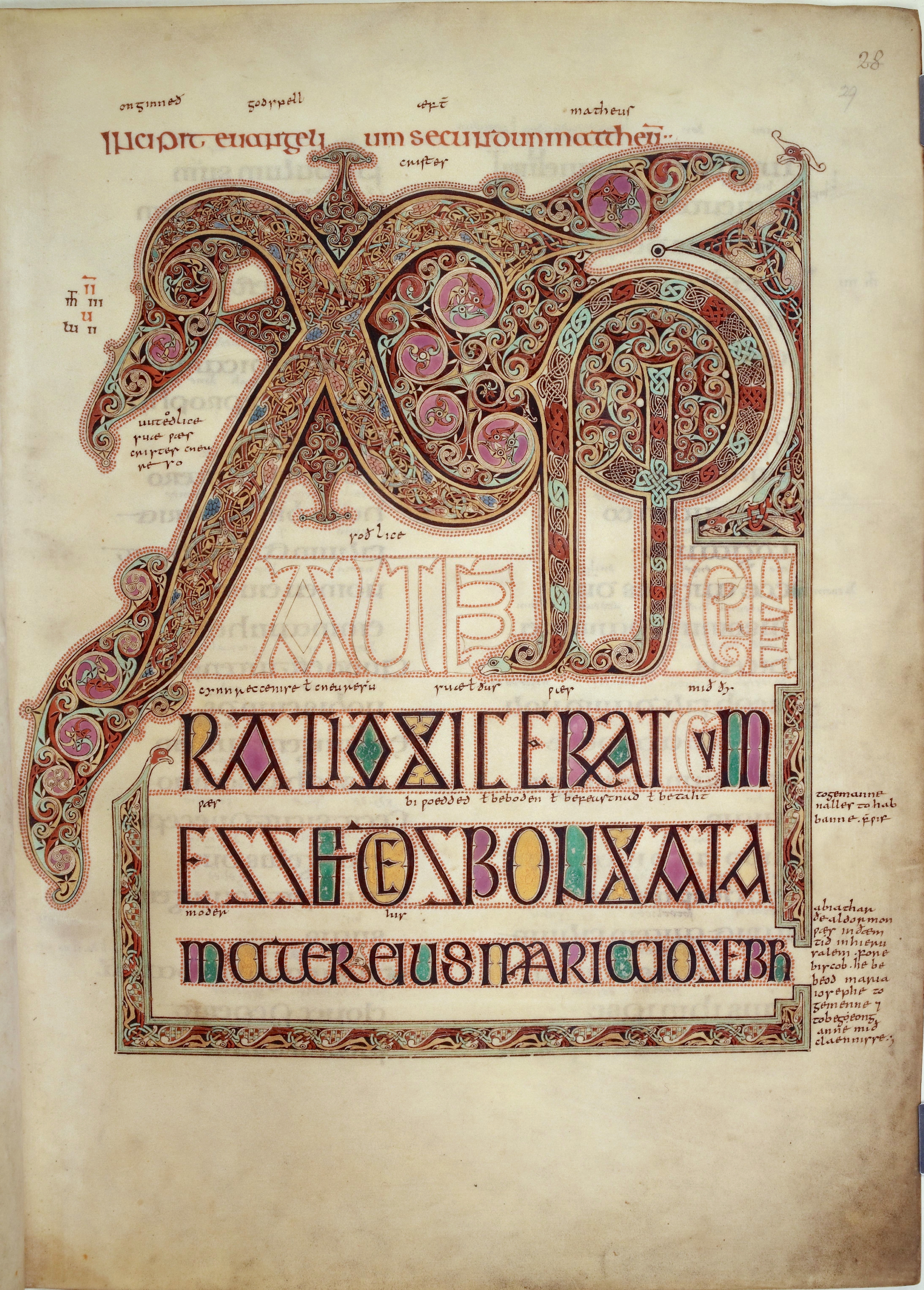
Ozdobny inicjał
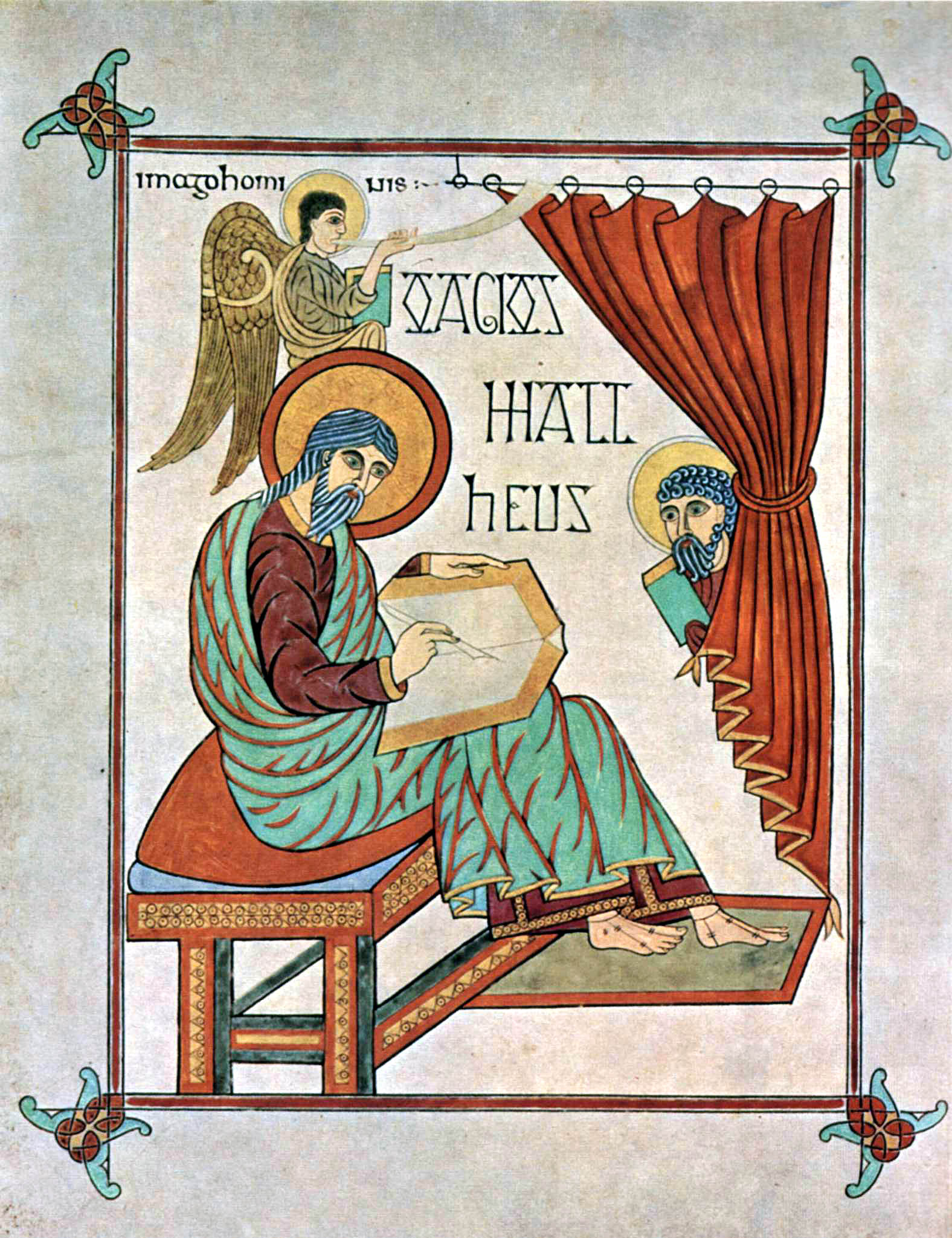
Ewangelista Mateusz
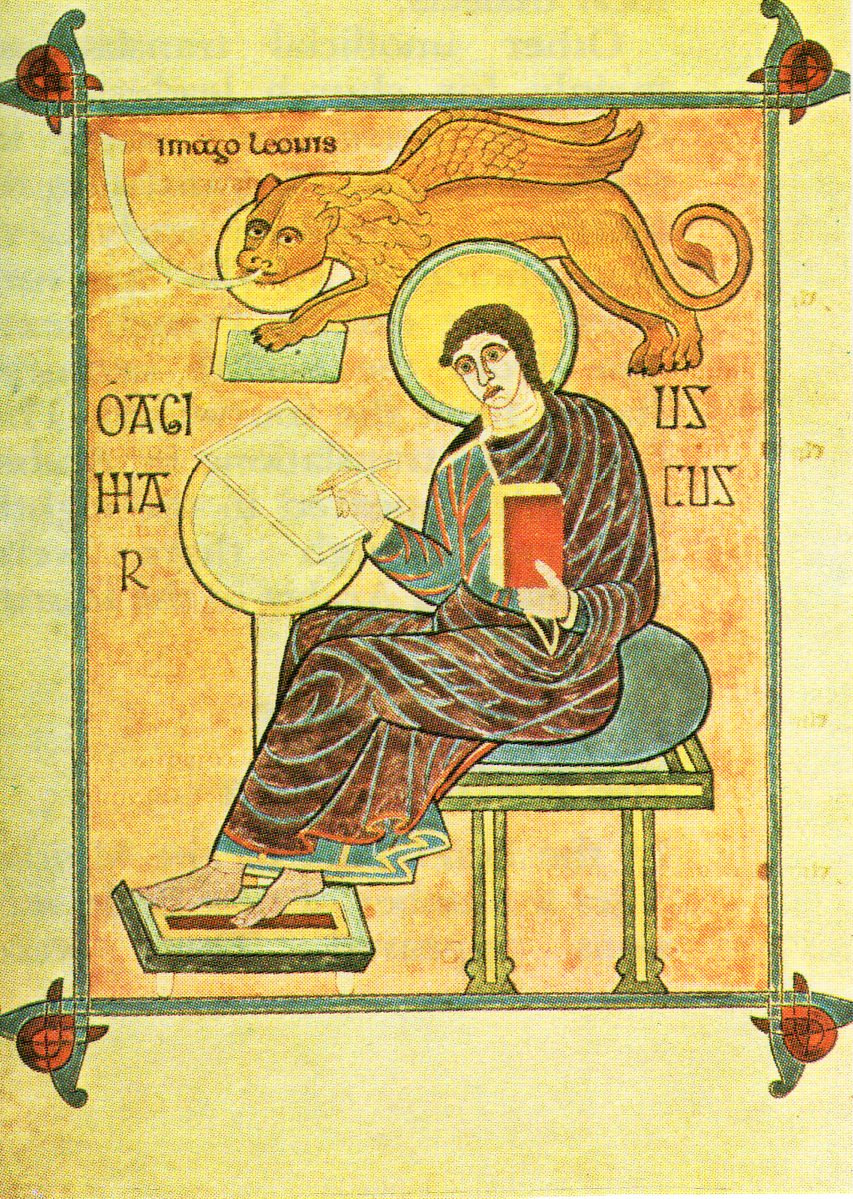
Ewangelista Marek
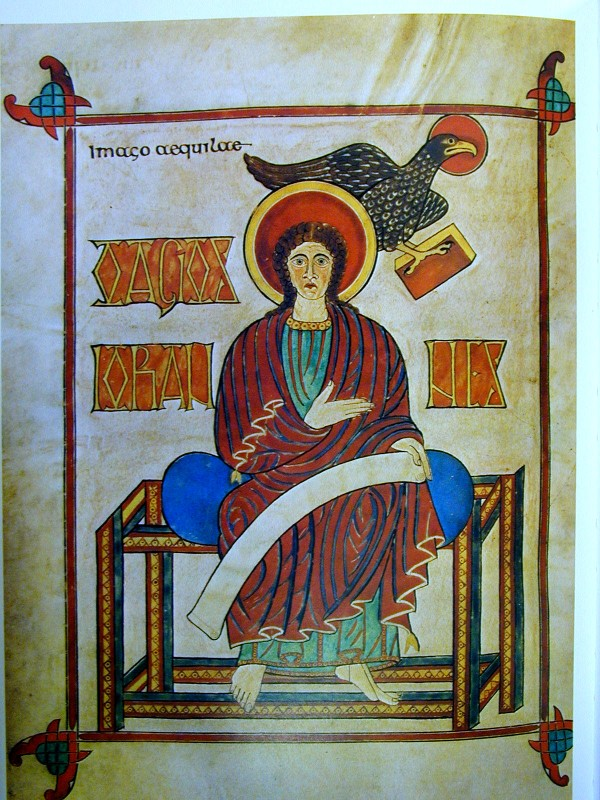
Ewangelista Jan